# الحسوسة (صنعاء القديمة)

تعديل مصدري - تعديل

حارة الحسوسة هي إحدى حارات مدينة صنعاء القديمة، بلغ تعداد سكانها 760 نسمة حسب تعداد اليمن لعام 2004.